# Senbere Teferi
Senbere Teferi (ur. 3 maja 1995) – etiopska lekkoatletka specjalizująca się w biegach średnich i długich.
W 2011 zdobyła srebrny medal mistrzostw świata juniorów młodszych, a rok później wywalczyła brąz mistrzostw świata juniorów. Dwukrotna medalistka mistrzostw świata w biegach przełajowych z 2015 roku. W tym samym roku zdobyła srebrny medal w biegu na 5000 metrów podczas mistrzostw świata w Pekinie. W 2017 zdobyła srebro w drużynie seniorek podczas światowego czempionatu w biegach przełajowych. Kilka miesięcy później na mistrzostwach świata w Londynie była czwarta w biegu na 5000 metrów.

## Osiągnięcia indywidualne
| Rok  | Impreza                                   | Miejsce         | Konkurencja      | Pozycja     | Wynik    |
| ---- | ----------------------------------------- | --------------- | ---------------- | ----------- | -------- |
| 2011 | Mistrzostwa świata juniorów młodszych     | Lille Metropole | bieg na 1500 m   | 2. miejsce  | 4:10,54  |
| 2012 | Mistrzostwa świata juniorów               | Barcelona       | bieg na 1500 m   | 3. miejsce  | 4:08,28  |
| 2013 | Mistrzostwa świata                        | Moskwa          | bieg na 1500 m   | eliminacje  | 4:11,41  |
| 2015 | Mistrzostwa świata w biegach przełajowych | Guiyang         | bieg seniorek    | 2. miejsce  | 26:06    |
| 2015 | Mistrzostwa świata                        | Pekin           | bieg na 5000 m   | 2. miejsce  | 14:44,07 |
| 2016 | Igrzyska olimpijskie                      | Rio de Janeiro  | bieg na 5000 m   | 5. miejsce  | 14:43,75 |
| 2017 | Mistrzostwa świata w biegach przełajowych | Kampala         | bieg seniorek    | 10. miejsce | 33:12    |
| 2017 | Mistrzostwa świata                        | Londyn          | bieg na 5000 m   | 4. miejsce  | 14:47,45 |
| 2018 | Puchar interkontynentalny                 | Ostrawa         | bieg na 3000 m   | 2. miejsce  | 8:32,49  |
| 2019 | Mistrzostwa świata                        | Doha            | bieg na 10 000 m | 6. miejsce  | 30:44,23 |
| 2021 | Igrzyska olimpijskie                      | Tokio           | bieg na 5000 m   | 6. miejsce  | 14:45,11 |

## Rekordy życiowe
- bieg na 1500 metrów (stadion) – 4:01,86 (15 maja 2015, Doha)
- bieg na 1500 metrów (hala) – 4:11,37 (25 lutego 2014, Praga)
- bieg na 5000 metrów (stadion) – 14:15,24 (8 czerwca 2021, Hengelo), 10. wynik w historii światowej lekkoatletyki
- bieg na 5 kilometrów – 14:29 (12 września 2021, Herzogenaurach) rekord świata
- półmaraton (stadion) – 1:05:32 (27 października 2019, Walencja)